# 주간고속도로 제25호선
주간고속도로 제25호선(영어: Interstate 25, I-25)은 미국 남부 뉴멕시코주 라스크루시스(Las Cruces)부터 북서부 와이오밍주 버팔로(Buffalo)를 연결하는 남북축 고속도로로 총 연장은 1710.36km이다. 15호선과 마찬가지로 도로 주변의 많은 마을이 도시화가 이루어졌다. 그 대표적인 도시들로는 라스크루시스, 앨버커키, 샌타페이, 푸에블로, 콜로라도스프링스, 덴버, 샤이엔, 캐스퍼 등을 꼽을 수 있다. 특히 콜로라도주에서는 로키산맥 바로 동쪽을 지나면서 북진하는 차는 왼쪽으로 로키산맥이, 남진하는 차는 오른쪽으로 로키산맥이 있다. 초기에 건설된 25호선의 노면 상태가 매우 악화되고 도시의 인구가 폭발적으로 증가하면서 교통량은 폭증해 도로 수리작업에 들어갔으며 현재까지도 뉴멕시코주와 콜로라도주 등지에서는 작업이 이루어지고 있다.

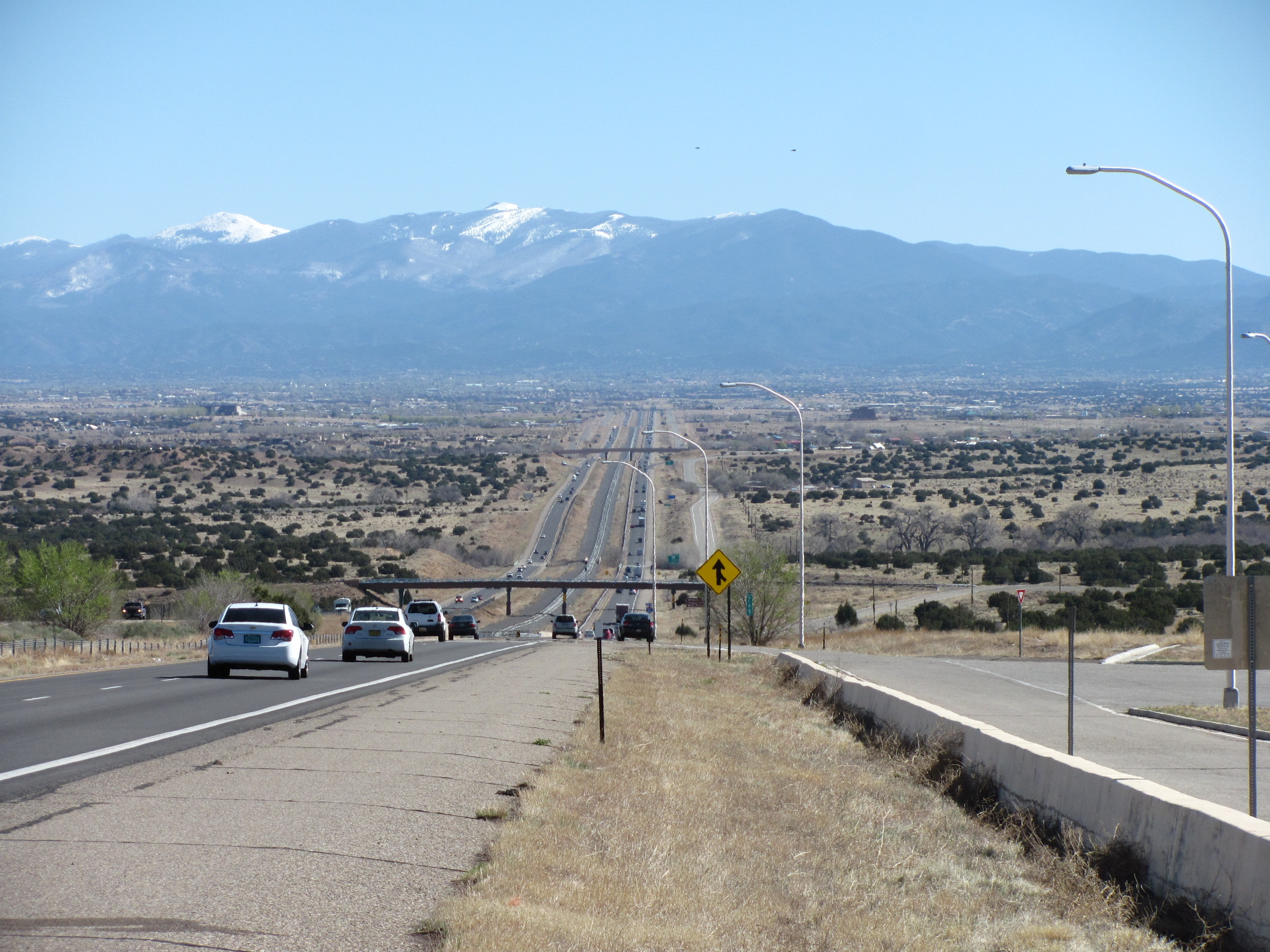